# Кволек, Стефани
Сте́фани Луи́за Кво́лек (англ. Stephanie Louise Kwolek; 31 июля 1923, Нью-Кенсингтон, Пенсильвания — 18 июня 2014, Уилмингтон, Делавэр) — американский химик польского происхождения, которая изобрела полипарафенилен-терефталамид, более известный как кевлар. Кволек удостоена множества наград за свои работы в химии полимеров.

## Ранние годы и образование
Кволек родилась в семье польских эмигрантов в Нью-Кенсингтоне (Пенсильвания), в 1923 году. Её отец, Джон Кволек, умер, когда ей было десять лет. Кволек переняла от него интерес к науке, а от матери, Нелли Зайдел Кволек, интерес к моде. В 1946 году Кволек получила степень в области химии в колледже Маргарет Моррисон Карнеги Университета Карнеги — Меллон. Кволек планировала стать врачом и надеялась, что сможет скопить денег на медицинское образование за счёт подработок в химической области.

## Карьера в DuPont
В 1946 году Уильям Хейл Чарч, будущий наставник Кволек, предложил ей работу в филиале DuPont, находившемся в Буффало, штат Нью-Йорк. Хотя Кволек думала только о  подработке, со временем она нашла работу в DuPont достаточно интересной и отказалась от медицинской карьеры. Кволек переехала в Уилмингтон, штат Делавэр в 1950 году и продолжила работу в DuPont. В 1959 году она получила награду от Американского химического общества (ACS).

## Кевлар
Во время работы в компании DuPont Кволек изобрела кевлар. В 1964 году, в ожидании нефтяного дефицита, её группа начала искать лёгкое, но прочное волокно, которое бы использовалось в шинах. Получившееся волокно, в отличие от нейлона, не было ломким. Руководитель и директор лаборатории понимали значение этого открытия, эта новая область химии полимеров стала быстро развиваться. К 1971 году был получен современный кевлар. Кволек, однако, не принимала активного участия в разработке способов применения кевлара и изделий из него.

## Последние годы
В 1986 году Кволек ушла с поста научного сотрудника компании DuPont. Тем не менее, она до конца своих лет консультировала компанию DuPont, а также состояла в Национальном исследовательском совете и Национальной академии наук. За 40 лет работы учёным-исследователем она получила по разным данным от 17 до 28 патентов. В 1995 году она стала четвёртой женщиной, которые была принята в Национальный зал славы изобретателей. В 1996 году она получила Национальную медаль технологии, а в 2003 году она была принята в Национальный зал славы женщин. В 1997 году она получила медаль Перкина от Американского химического общества, а в 1980 году награду от него же за «Творческое изобретение».
Кволек скончалась 18 июня 2014 года в городе Уилмингтон, штат Делавэр, после непродолжительной болезни.

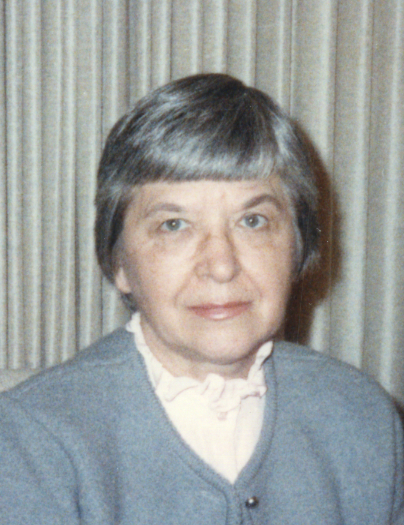
Стефани Кволек, 1986 год.